# Off the Air
Off The Air (переводится как «вне эфира») — американский телесериал-антология, созданный Дейвом Хьюзо для телеканала Adult Swim, и представляющий из себя подборку сюрреалистических короткометражек, объединённых в один 11-минутный эпизод.  
С момента появления первого выпуска и до настоящего момента шоу выступает куратором эфира в четыре часа утра, в так называемый «слот смерти» — этим фактом объясняется непопулярность шоу среди массового зрителя. Тем не менее, это не помешало Off The Air получить множество положительных отзывов критиков, а также статус «культового феномена» в среде сериалов Adult Swim.

## Сюжет
Каждая серия представляет из себя витрину сюрреалистических анимационных фильмов, короткометражных фильмов, музыкальных видеороликов, видеороликов, фильмов и телесериалов, связанных лишь одной свободной темой (выраженной в названии эпизода).
Для поиска контента автор использует видеохостинги (такие как YouTube, Vimeo), либо архив Prelinger. С седьмого сезона в создании эпизодов также принимают участие приглашённые кураторы.

## История
Запуск сериала состоялся благодаря продюсеру Adult Swim Майку Лаццо в конце 2009 года, после того как Дейв Хьюз выпустил видеосборник клипов для проецирования на сцене Carnival Tour 2010 года. Подобный формат, но уже в виде сериала, стал интересен руководству телеканала, что и поспособствовало дальнейшему выходу на телевидение.
На тот момент Хьюз, работавший с Adult Swim с 2003 года, уже был известен как бывший редактор анимационного блока телеканала MTV, принимавший участие в создании культовых Бивиса и Баттхеда и Звездных боев насмерть. Он отмечал, что по мере роста популярности Adult Swim стал «ускользать от своих более экспериментальных корней», и в качестве решения ситуации подразумевал концепцию Off The Air — правда, на тот момент, не оформленную окончательно, а скорее как симбиоз идей Liquid Television, 120 Minutes и Night Flight, представляющих «совершенно новый мир идей, музыки и людей». .
Первый эпизод Off The Air («Animals») вышел в эфир Adult Swim 1 января 2011 года. На данный момент премьеры новых сезонов, как и прежде, проходят в ночном эфире телеканала, на сайте adultswim.com, и с некоторой задержкой на стриминговом сервисе HBO Max и YouTube-канале Adult Swim. 
В 2018 Хьюз начал выпускать на Adult Swim подборку короткометражных фильмов под общим названием Smalls, выходящую еженедельно и по сей день. Форматно проект имеет множество схожеств с Off The Air, за несколькими отличиями — например, вставки не миксуются в один общий эпизод, а предстают перед зрителем как независимые короткометражки. Дейв отметил, что благодаря проекту телеканал находит новые лица для запуска отдельных передач, показываемых в общей сетке вещания..
В 2019 году шоу получило официальный русскоязычный перевод телеканала 2х2. До истечения прав на показ его можно было посмотреть в онлайн-кинотеатре, открытом на официальном сайте 2x2tv.ru.
В 2021 году вышла премьера 11 сезона — на тот момент декларировалось, что новые эпизоды больше не будут выкладываться на видеохостинги, а только показываться на сайте Adult Swim и фестивале Adult Swim Festival. Через некоторое время пропущенные подборки всё-таки появились на YouTube. 

## Критика
- На IMDB рейтинг Off The Air составляет 8.2.